# Lino Capolicchio
Lino Capolicchio (Merano, 21 agosto 1943 – Roma, 3 maggio 2022) è stato un attore, sceneggiatore e regista italiano.

## Biografia
Nato a Merano, in provincia di Bolzano, trascorse l'infanzia e l'adolescenza a Torino, presso il Borgo San Donato, abitando con la madre e il fratello in via Pier Dionigi Pinelli; nel capoluogo piemontese ebbe le prime esperienze teatrali, sotto la regia di Massimo Scaglione. 
Muore a Roma il 3 maggio 2022, a 78 anni. Il funerale viene celebrato nella chiesa di Santa Maria in piazza a Fondi; l'urna cineraria viene posta nella tomba della madre il 31 maggio presso il cimitero di San Costanzo.

### Attore
Si trasferisce a Roma per frequentare l'Accademia nazionale d'arte drammatica Silvio D'Amico, e dopo essersi diplomato inizia la sua formazione professionale giovanissimo ed esordisce con Giorgio Strehler del Piccolo Teatro di Milano ne Le baruffe chiozzotte (1964) di Carlo Goldoni, ottenendo consensi di critica e di pubblico. Nel 1965 continua proficua la collaborazione con il maestro Strehler, ne Il gioco dei potenti, grande affresco shakespeariano tratto dall'Enrico VIII. Seguono altri successi sul palcoscenico, poi la Rai lo chiama a interpretare il ruolo di Andrea Cavalcanti nello sceneggiato Il conte di Montecristo (1966) di Edmo Fenoglio. L'anno successivo prende parte al cast internazionale de La bisbetica domata (1967) di Franco Zeffirelli (da Shakespeare). Benché il suo apporto sia minimo, il giovane Capolicchio vivrà per diverse settimane sul set, intrattenendo una serie di conversazioni col protagonista della pellicola, Richard Burton.
Il primo ruolo da protagonista arriva nel 1968 con Escalation di Roberto Faenza. L'anno successivo è nel cast dei film Vergogna schifosi di Mauro Severino e Metti, una sera a cena, sceneggiato da un giovane Dario Argento, da una pièce teatrale di Giuseppe Patroni Griffi ispirata alle rivoluzionarie teorie sul sesso dello psichiatra austriaco Wilhelm Reich. Nello stesso anno è il protagonista de Il giovane normale di Dino Risi, commedia generazionale dal retrogusto agrodolce.
Nel 1970 viene scelto da Vittorio De Sica per il suo ruolo più celebre, quello di Giorgio protagonista de Il giardino dei Finzi Contini, tratto dal romanzo di Giorgio Bassani, che vince nel 1971 l'Orso d'Oro al Festival di Berlino e successivamente 1972 il premio Oscar al miglior film straniero e per questo film Lino Capolicchio vince il David di Donatello per la migliore interpretazione maschile.
Fanno seguito altri film molto interessanti, come Amore e ginnastica e una forte interpretazione in Mussolini ultimo atto (1974) di Carlo Lizzani. Nel 1975 è nuovamente in TV nello sceneggiato La paga del sabato (1975) di Sandro Bolchi e successivamente appare in un pulp poliziesco, La legge violenta della squadra anticrimine (1976) di Stelvio Massi ed è protagonista del film noir Solamente nero (1978) di Antonio Bido. Nel 1976 il regista bolognese Pupi Avati lo sceglie come protagonista del thriller La casa dalle finestre che ridono (1976); di qui nasce un lungo rapporto di collaborazione che vede l'attore nel cast e delle miniserie TV Jazz Band (1978) e Cinema!!! (1979), oltre che del film Ultimo minuto (1987). Partecipa anche alla realizzazione del film a basso costo Le strelle nel fosso (1978) sempre di Avati, girato velocemente nell'intervallo tra le due serie tv sulle rive del Po. Una favola gotica, ambientata nel Settecento, intrisa di poesia e nostalgia. E poi Noi tre (1984) dove interpreta Leopold Mozart, padre di Wolfgang Amadeus, in un racconto in chiave di leggenda del loro soggiorno fuori Bologna nel 1770.
Nel 2006 Capolicchio ha interpretato, come attore protagonista con il regista belga Mohammed Hambra, il film Aller-retour. È la storia di un italiano d'età che ritorna in Belgio, dopo aver lavorato a lungo nelle miniere di Marcinelle. Il film è uscito in Francia e in Belgio, ma non in Italia. Nel 2010 a dimostrazione di una lunga e stimata amicizia, Pupi Avati vuole ancora Capolicchio nel cast di Una sconfinata giovinezza, film che affronta una storia che parla di un evento sconvolgente come la malattia di Alzheimer. Nel 2010 ha partecipato al film documentario Pupi Avati, ieri oggi domani di Claudio Costa dedicato al regista Pupi Avati. Dopo Avati, Capolicchio lavorerà saltuariamente al cinema e alla TV dedicandosi molto invece al teatro e alla sceneggiatura e all'insegnamento.
In un'intervista del 2020, ha dichiarato di aver avuto l'infanzia segnata da un pessimo rapporto col padre che lo allontanò dalla famiglia, iscrivendolo in un collegio privato, quando era ancora molto giovane. A quest'esperienza traumatica ha ricondotto anche il rapporto coi primi registi dei suoi film, come Pupi Avati e Strehler, nei quali vide una proiezione della figura paterna, così come il ricevimento di varie proposte omoerotiche nel corso della sua carriera artistica.
Nel 2019 ha pubblicato la sua autobiografia, D'amore non si muore, con le Edizioni di Bianco e Nero, nel quale rivela, tra le altre cose, una sua relazione extraconiugale con Mia Martini, iniziata nel 1975 in occasione di uno speciale Rai in cui l'attore intervistava la cantante e proseguita per breve tempo.

### Docente
Dal 1984 al 1987 Lino Capolicchio si dedica all'insegnamento presso il Centro sperimentale di cinematografia di Roma con la cattedra di recitazione. Durante questo periodo ha la possibilità di scoprire nuovi talenti quali Francesca Neri, Sabrina Ferilli e Iaia Forte. Molti erano gli allievi del corso di regia che seguivano la sua attività didattica, tra cui un giovane Paolo Virzì. Francis Ford Coppola, che una volta si recò a Roma, chiese di poter assistere a una delle sue lezioni.
Nel corso dei provini per il film Pugili scopre un giovane attore di grande talento dal nome oggi famoso: Pierfrancesco Favino. E ancora, nel preparare il cast per il suo lungometraggio Diario di Matilde Manzoni, sceglie solo ragazzi molto preparati ma ancora poco noti al grande pubblico, quali Alessio Boni, e come direttore della fotografia accetta la collaborazione di un esordiente Arnaldo Catinari.

### Regista
Esordisce nella regia teatrale al Festival barocco di Foligno nel 1987 con una pièce dal titolo Segni barocchi - Cronaca del '600 da Gesualdo da Venosa a Masaniello attraverso l'iconografia di Velasquez e Caravaggio. 
Nel 1988 l'allora direttore del Teatro del Giglio di Lucca Giacomo Zani gli propone di fare la regia della Bohème di Puccini, che verrà ripresa, nella stagione successiva e girerà i teatri d'Italia, per i successivi sette anni.
Nel 1995 esce il suo primo film come regista, sceneggiatore e autore del soggetto: Pugili   un film a episodi, ambientato nel mondo della boxe, cui collaborarono Tiberio Mitri e Duilio Loi, premiato al Festival di Torino (1997) come miglior film dalla stampa internazionale. Nel 2002 è sceneggiatore  e regista di: Il diario di Matilde Manzoni.
il 1996 è l'anno della sua seconda regia di un'opera lirica, sempre Puccini, la Manon Lescaut, debutta al Teatro Rendano di Cosenza, per poi proseguire la tournèe a Mantova, Lecce, Jesi

### Doppiatore
Capolicchio è stato per tre stagioni la voce di Bo Duke, interpretato da John Schneider nel telefilm Hazzard. Ha doppiato il duca Orsino ne La dodicesima notte nel film TV della BBC. Ha doppiato Michael Maloney interprete di Laerte nell'Hamlet di Kenneth Branagh.
Radio
In radio Lino Capolicchio fu il padrone di casa nel marzo 1976 per l'intero mese dello storico programma d'intrattenimento radiofonico del mattino "Voi ed Io" dal lunedì al sabato dalle 9 alle 11 su Radiouno Radiorai (nuova denominazione dell'ex Programma Nazionale dopo la riforma del sistema radiotelevisivo avvenuta nel 1975).

## Filmografia

### Attore

#### Cinema

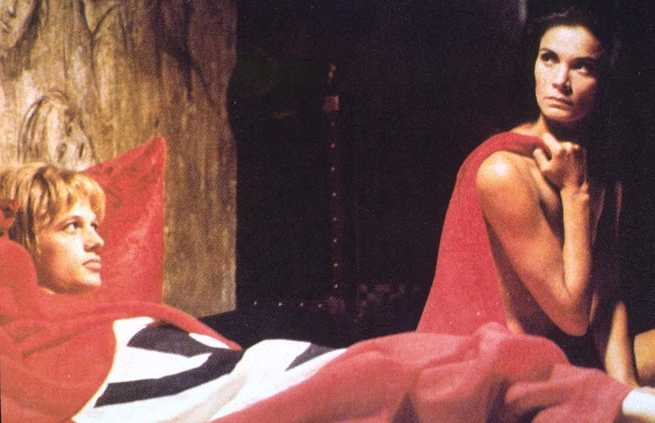
Lino Capolicchio e Florinda Bolkan nel film Metti, una sera a cena (1969)

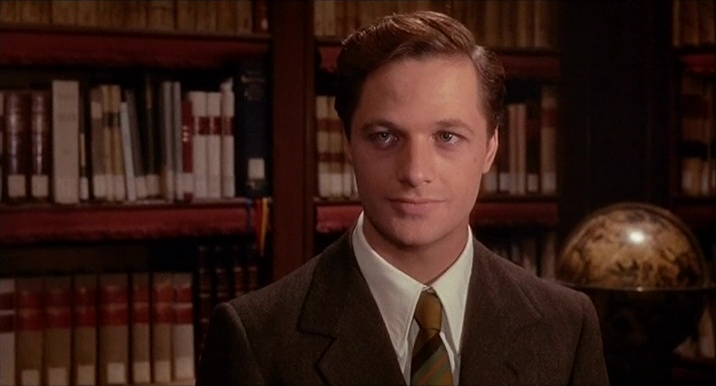
Lino Capolicchio nel film Il giardino dei Finzi Contini (1970)

Lino Capolicchio nel film La casa dalle finestre che ridono (1976)

- La bisbetica domata (The Taming of the Shrew), regia di Franco Zeffirelli (1967) - non accreditato
- Escalation, regia di Roberto Faenza (1968)
- Vergogna schifosi, regia di Mauro Severino (1969)
- Metti, una sera a cena, regia di Giuseppe Patroni Griffi (1969)
- Il giovane normale, regia di Dino Risi (1969)
- Il giardino dei Finzi Contini, regia di Vittorio De Sica (1970)
- Le tue mani sul mio corpo, regia di Brunello Rondi (1970)
- Mio padre monsignore, regia di Antonio Racioppi (1971)
- Un apprezzato professionista di sicuro avvenire, regia di Giuseppe De Santis (1972)
- D'amore si muore, regia di Carlo Carunchio (1972)
- Corpo d'amore, regia di Fabio Carpi (1972)
- Amore e ginnastica, regia di Luigi Filippo D'Amico (1973)
- Mussolini ultimo atto, regia di Carlo Lizzani (1974)
- Di mamma non ce n'è una sola, regia di Alfredo Giannetti (1974)
- L'ultimo giorno di scuola prima delle vacanze di Natale, regia di Gian Vittorio Baldi (1975)
- Càlamo, regia di Massimo Pirri (1976)
- La legge violenta della squadra anticrimine, regia di Stelvio Massi (1976)
- La casa dalle finestre che ridono, regia di Pupi Avati (1976)
- Solamente nero, regia di Antonio Bido (1978)
- Le strelle nel fosso, regia di Pupi Avati (1979)
- Il leone del deserto (Lion of the Desert), regia di Moustapha Akkad (1980)
- Il mondo degli ultimi, regia di Gian Butturini (1980)
- Canto d'amore, regia di Elda Tattoli (1982)
- Noi tre, regia di Pupi Avati (1984)
- Ultimo minuto, regia di Pupi Avati (1987)
- Fratelli e sorelle, regia di Pupi Avati (1992)
- Il giardino dei ciliegi, regia di Antonello Aglioti (1992)
- Fiorile, regia di Paolo e Vittorio Taviani (1993)
- Compagna di viaggio, regia di Peter Del Monte (1996)
- Porzûs, regia di Renzo Martinelli (1997)
- Il tempo dell'amore, regia di Giacomo Campiotti (1999)
- Un delitto impossibile, regia di Antonello Grimaldi (2000)
- L'accertamento, regia di Lucio Lunerti (2001)
- Il diario di Matilde Manzoni, regia di Lino Capolicchio (2002)
- L'eretico - Un gesto di coraggio, regia di Piero M. Benfatti (2005)
- Aller-retour, regia di Mohammed Hamra (2009)
- Una sconfinata giovinezza, regia di Pupi Avati (2010)
- L'altro Adamo, regia di Pasquale Squitieri (2014)
- Fuori mira, regia di Erik Bernasconi (2014)
- Respiri, regia di Alfredo Fiorillo (2018)
- Il signor Diavolo, regia di Pupi Avati (2019)

#### Televisione
- Il conte di Montecristo – miniserie TV (1966)
- Questi nostri figli – miniserie TV (1967)
- Brodo di pollo con l'orzo – film TV (1969)
- I giorni dei Turbin – film TV (1969)
- Il guardiano – film TV (1977)
- La paga del sabato – miniserie TV (1977)
- Jazz Band – miniserie TV (1978)
- Delitto Paternò – miniserie TV (1978)
- Cinema!!! – miniserie TV (1979)
- Verdi – miniserie TV (1982)
- Die Walsche – film TV (1986)
- Atelier – miniserie TV (1986-1987)
- La piovra – serie TV, 6 episodi, 4 dei quali solo accreditato (1987)
- La ragnatela – miniserie TV (1991)
- Carlo Magno – miniserie TV (1994)
- La famiglia Ricordi – miniserie TV (1995)
- L'elefante bianco – film TV (1998)
- Fine secolo – miniserie TV (1999)
- Il sequestro Soffiantini – film TV (2002)
- Al di là delle frontiere – serie TV, 2 episodi, uno dei quali solo accreditato (2004)

### Regista e sceneggiatore
- Pugili (1995)
- Il diario di Matilde Manzoni (2002)

### Doppiatore
- Michael Maloney in Hamlet
- Bo Duke nella 1ª e 4ª stagione della serie televisiva Hazzard

## Teatro
- Le baruffe chiozzotte, di Carlo Goldoni, regia di Giorgio Strehler (1965)
- Il gioco dei potenti, tratto da William Shakespeare, regia di Giorgio Strehler (1966)
- I mafiosi, di Leonardo Sciascia, regia di Fulvio Tolusso (1966)
- Il guardiano, di Harold Pinter, regia di Edmo Fenoglio (1967)
- Uno sguardo dal ponte, di Arthur Miller, regia di Raf Vallone (1967)
- L'orologio americano, di Arthur Miller, regia di Elio Petri (1982)
- La commedia della seduzione, di Arthur Schnitzler, regia di Luca Ronconi (1985)
- La locandiera, di Carlo Goldoni, regia di Giuseppe Patroni Griffi (1987)
- Letteratura, di Arthur Schnitzler, regia di Walter Pagliaro (1987)
- La donna col pugnale, di Arthur Schnitzler, regia di Walter Pagliaro (1987)
- Cronaca, di Leopoldo Trieste, regia di Mario Ferrero (1988)
- Fatti e disfatti, di David Rabe, regia di Marco Mattolini (1990)
- La dolce ala della giovinezza, di Tennessee Williams, regia di Giuseppe Patroni Griffi (1990)
- La caduta della casa Usher, di Edgar Allan Poe, regia di Walter Pagliaro (1991)
- Senilità, di Italo Svevo, regia di Luca De Fusco (1995)
- Carnet di appuntamenti, di Jean-Claude Carrière, regia di Beppe Navello (2001)
- Persone naturali e strafottenti, di Giuseppe Patroni Griffi, regia di Giuseppe Patroni Griffi (2002)
- Storie fantastiche dal delta del Niger, di Raffaele Curi, regia di Raffaele Curi (2009)

## Riconoscimenti
- Noce d'oro per la televisione 1967 – Candidatura come miglior attore per lo sceneggiato Questi nostri figli
- Globo d'Oro della Stampa Estera 1968 – Migliore attor per Escalation
- Nastri d'argento 1968 – Candidatura come miglior attore per Escalation
- Grolla d'oro 1969 – Candidatura come miglior attore per Metti, una sera a cena
- David di Donatello 1971: David speciale per Il giardino dei Finzi Contini
- Grolla d'oro 1972 – Candidatura come miglior attore per D'amore si muore
- Premio Rodolfo Valentino 1974 come miglior attore per Amore e ginnastica
- Candidatura al premio per il miglior attore al Festival di Mosca 1975 per L'ultimo giorno di scuola prima delle vacanze di Natale
- Candidatura al "Microfono d'argento" quale miglior attore per la radio nella trasmissione "Chiamate Roma 31 31"
- Premio della Stampa Internazionale 1997 per la regia di Pugili
- Alabarda d'oro 2009 per il teatro
- Premio Vittorio De Sica 2012 come migliore attore e regista